# قودرة (الطيال)

تعديل مصدري - تعديل

قودرة هي إحدى قرى عزلة بني جبر بمديرية الطيال التابعة لمحافظة صنعاء، بلغ تعداد سكانها 178 نسمة حسب تعداد اليمن لعام 2004.